# Maria Angélica Doesn't Live Here Anymore
Maria Angélica Doesn't Live Here Anymore (Maria Angélica Não Mora Mais Aqui en portugués) fue una banda brasileña pionera del género nacional de guitar bands, formada a mediados de 1984 en la ciudad de São Paulo. Precursora del indie rock en el país, sirvió de influencia para todas las bandas que surgirían y formarían la escena local alternativa, como Pin Ups, Killing Chainsaw, Mickey Junkies y Wry. El grupo lo integraron originalmente Fernando Naporano (composición y voz) y los guitarristas Carlos Nishimiya y Victor Bock. 

## Historia
La primera etapa de Maria Angélica estuvo marcada por una variedad de influencias. Cantadas en portugués, las canciones fueron influenciadas por el garage rock de la década de 1960, el power pop y el rock and roll, con dosis MPB de la década de 1970.
Con la llegada del baterista Vitor Leite (ex-Ira!, Gang 90 y Muzak) y el bajista Lu Stopa (ex-Magazine) alrededor de 1987, las pistas se volvieron más pesadas, con un aura punkster. A partir de entonces, el significado musical de la banda --que incluía boleros, baladas, folk, bossa nova, hard rock e incluso fado en su repertorio-- experimentó un giro radical. Naporano fue el primer vocalista, en el entonces actual panorama del rock brasileño, en asumir el inglés como idioma oficial de sus composiciones. El sonido abarcaba esencias de sonidos de guitarra, que iban desde el jingle-jangly hasta el folk-pop, combinado con los más variados significados de la llamada "Class Of '86" británica (C86). Toda esta mezcla, llevó a Naporano a nombrar esta nueva fachada de María Angélica como Rock Regresivo (“rock regresivo”), terminología inspirada en una crítica del combo inglés The June Brides.
De esta fusión surgió el álbum “Outsider” (Vinil Urbano) de 1988. Grabado en dos sesiones de seis horas, en vivo en un estudio en Bela Vista, barrio de la ciudad de São Paulo, el disco tuvo una producción y mezcla muy cruda, hecha por la propia banda. y Rolando Castello Júnior (baterista de Patrulha Do Espaço). El álbum presenta una versión de "I Don’t Mind" (Buzzcocks), la única composición no patentada registrada en la carrera de la banda.
A mediados de 1989, el grupo tuvo el tema “Te Amo Podes Crer” incluido en el LP "Sanguinho Novo" (Eldorado), un homenaje al compositor Arnaldo Baptista, que incluso vino a actuar con Maria en algunas ocasiones. En su historia, el grupo tuvo más de siete formaciones, pero el núcleo central (compuesto por Naporano, Bock y Nishimiya) se mantuvo hasta principios de 1989. En ese momento, Stopa y Nishimiya dejaron la banda porque Naporano tenía la intención de grabar otro álbum y llevar al grupo a Londres. La entrada de nuevos miembros, Deborah Freire (bajo) y Kim Kehl (guitarras), inyectaron al grupo con fuertes tonos psicodélicos y el cambio de nombre a Maria Angélica Doesn't Live Here Anymore.
El resultado de esta nueva aventura musical fue grabado en el mini-LP “Full Moon Depression” (1990, Polythene Pam) y en el álbum póstumo “Stroboscopic Cherries” (1991, Polythene Pam). Ambas obras fueron grabadas en un estudio de São Paulo con varias limitaciones técnicas. La curiosidad es que contaron con la coproducción del productor norteamericano Roy Cicalla, quien en ese momento residía en Brasil y era un gran admirador de María.
En 1991, el grupo se disolvió, aunque los núcleos de Bock, Freire y Naporano, estaban juntos en Londres. Desde su disolución, la reputación del grupo ha crecido entre las bandas de garaje brasileñas emergentes de la década de 1990, obteniendo un reconocimiento mucho mayor en el nuevo milenio que durante su existencia. Una prueba reciente de ello es el premiado documental “Guitar Days”, de Caio Augusto Braga, donde Maria Angélica es vista como una de las bandas seminales en la historia del rock brasileño en las décadas de 1980 y 1990.

## Documental
"Guitar Days - An Unlikely Story of Brazilian Music" es un documental de Caio Augusto Braga, estrenado en 2019 y premiado en el Festival Premios Latino del Cine y la Música en Marbella, España, al mejor documental y mejor dirección documental, y en Alemania como mejor documental en el festival Indie Nuts.
La historia de Maria Angélica se entrelaza con la línea narrativa del documental, que se centra en el movimiento guitarrístico iniciado por el propio Maria hasta su transformación al indie, con la escena actual.
Además de los testimonios de las principales bandas del movimiento y del propio Fernando Naporano, el documental cuenta con testimonios y entrevistas de músicos extranjeros que influyeron en la escena, como Thurston Moore (Sonic Youth), Mark Gardener (Ride) y Stephen Lawrie (The Telescopes) y por el periodista de NME, Melody Maker y "descubridor" del grunge, Everett True.

## Discografía

### Álbumes
- 1988 Outsider
- 1991 Stroboscopic Cherries

### Mini-LPs
- 1991 Full Moon Depression

### EPs
- 1986 Lost & Found

### Bootlegs
- 2000 Saudade dos Amores que Não Tive

### Compilaciones
- 1989 Sanguinho Novo... Arnaldo Baptista Revisitado[13]
- 2019 Guitar Days - An Unlikely Story of Brazilian Music

### Videoclipes
- 1989 "Purple Thing"

## Miembros
- Fernando Naporano (cantautor)
- Carlos Nishimiya (guitarrista)
- Victor Bock (guitarrista)
- Vitor Leite (guitarrista)
- Lu Stoppa (bajista)
- Paulo Zinner (baterista)
- Kim Kehl (guitarrista)
- Deborah Freire (bajista)
- Felipe Tillier (bajista)
- Décio Medeiros (baterista)
- Nelson Fumagalli (tecladista)
- Kuki Stolarski (baterista)
- Guilherme Coelho Mola (bajista)